# 韋特里諾

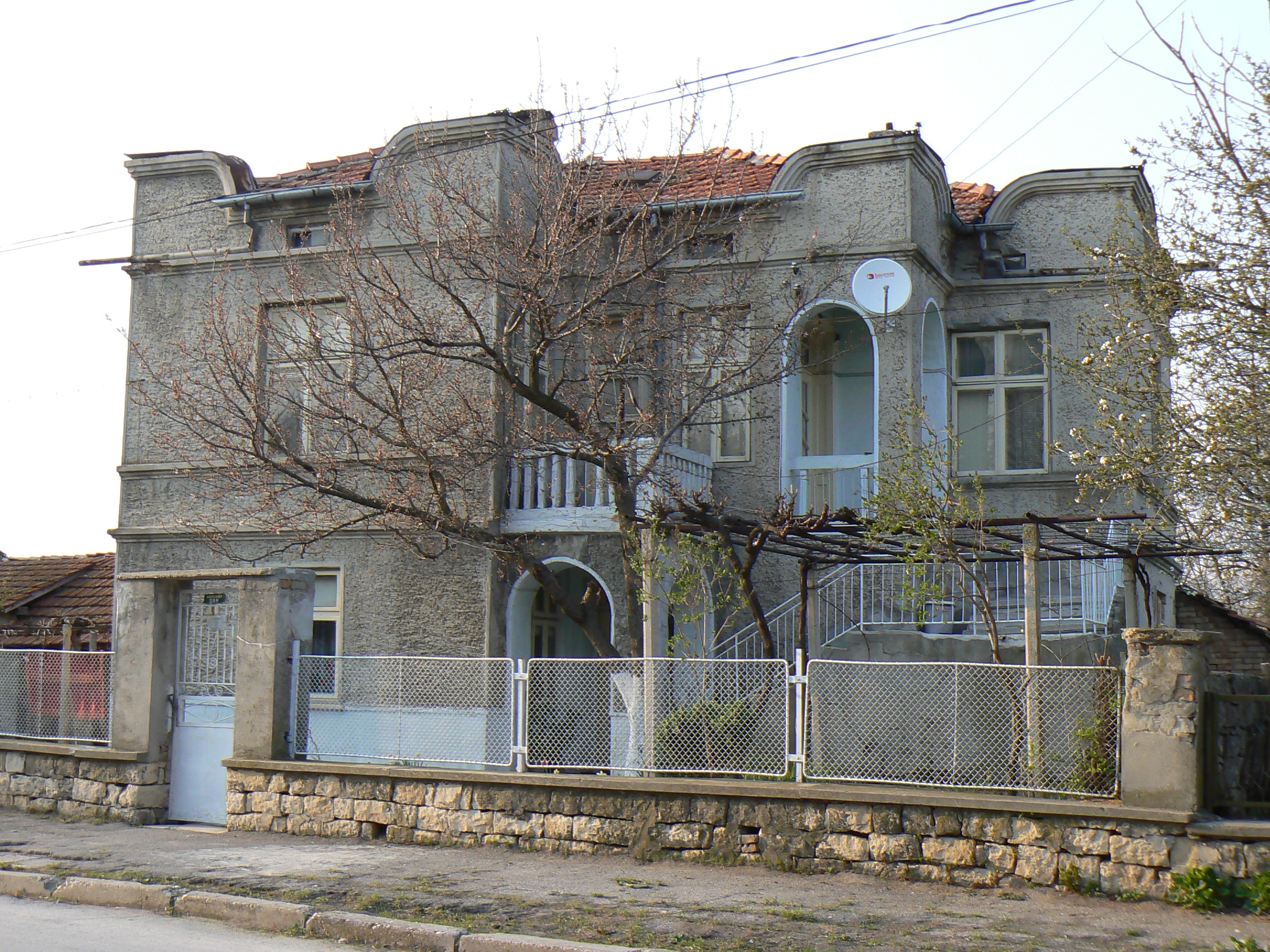

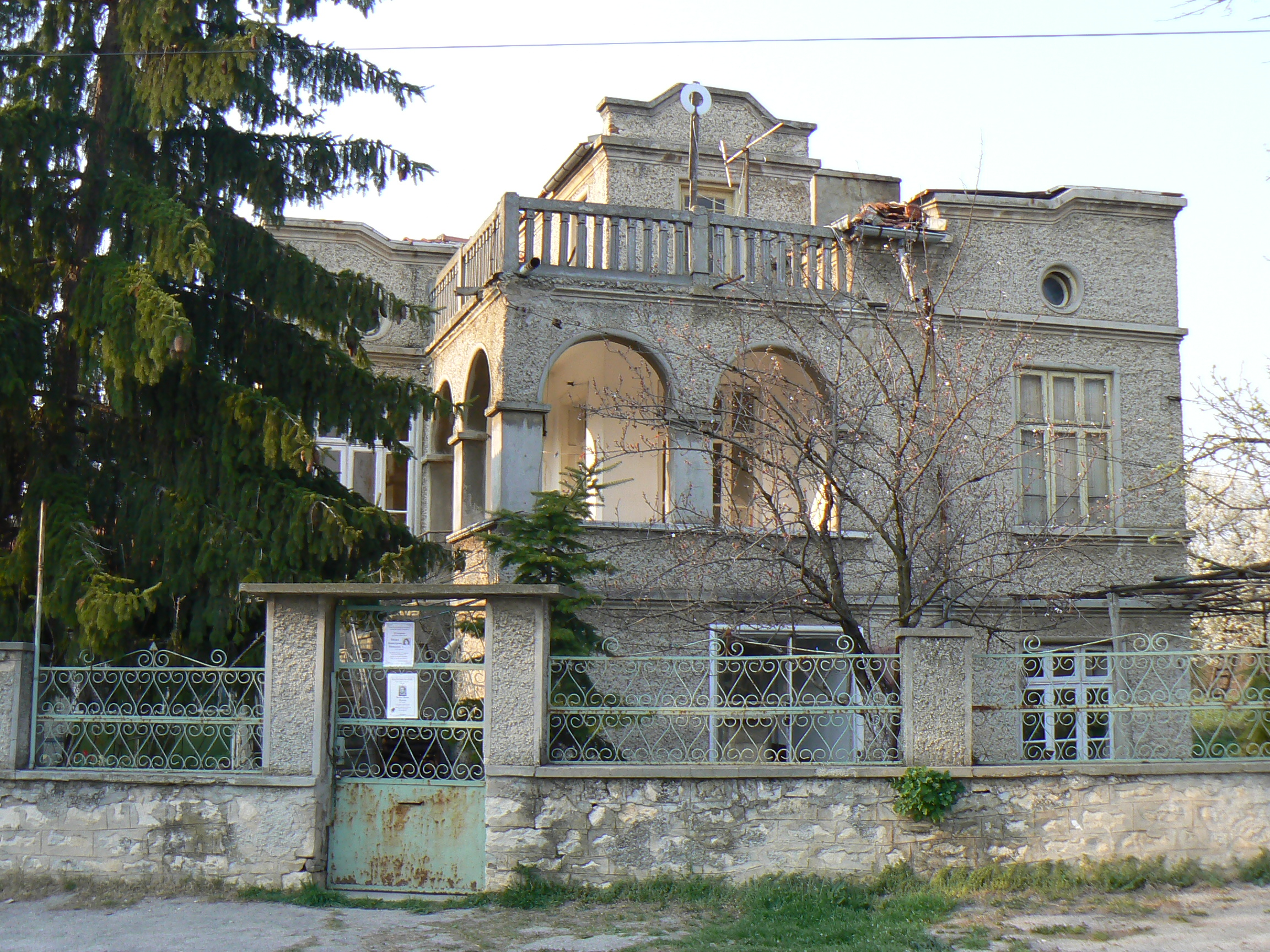

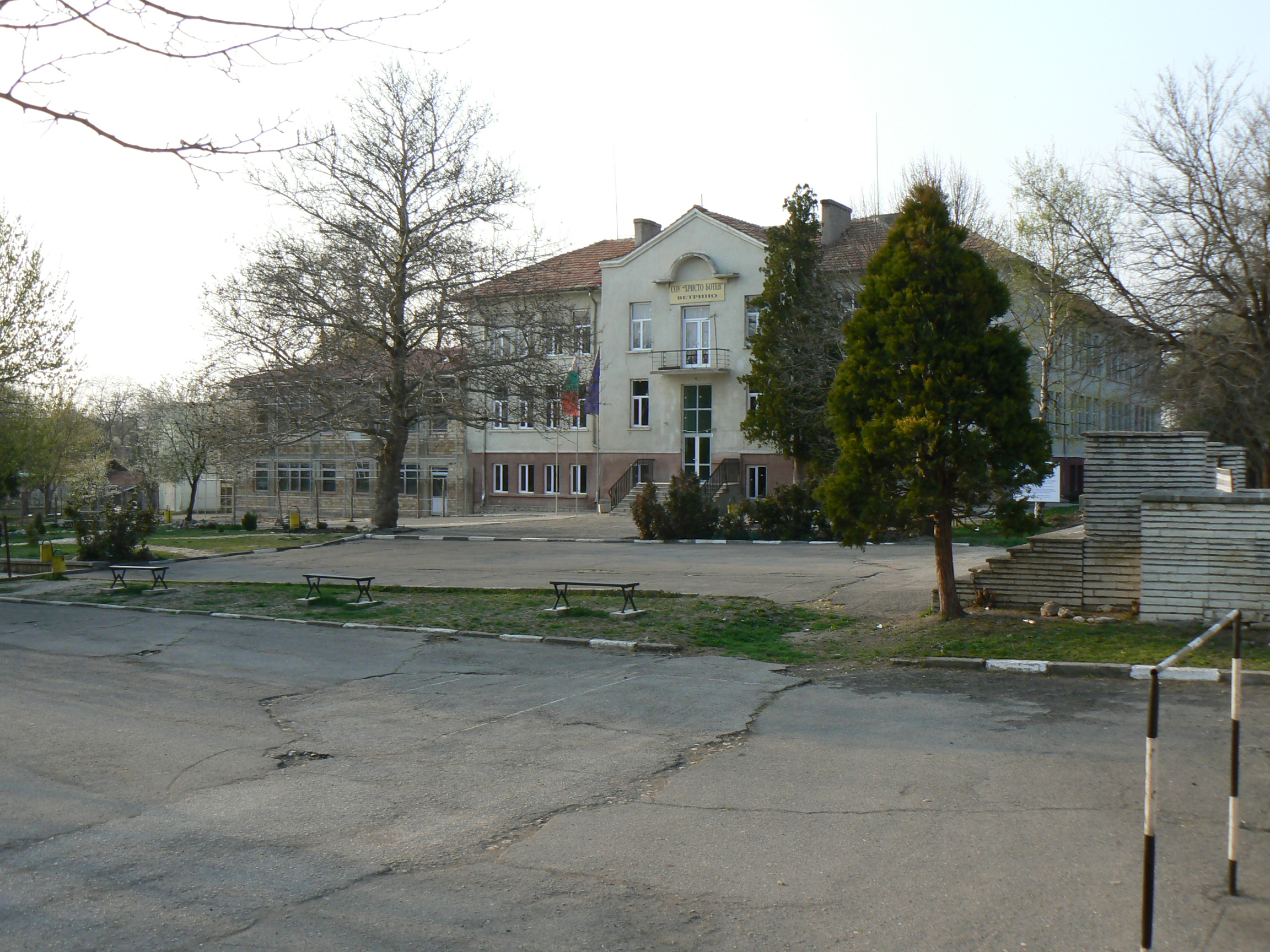

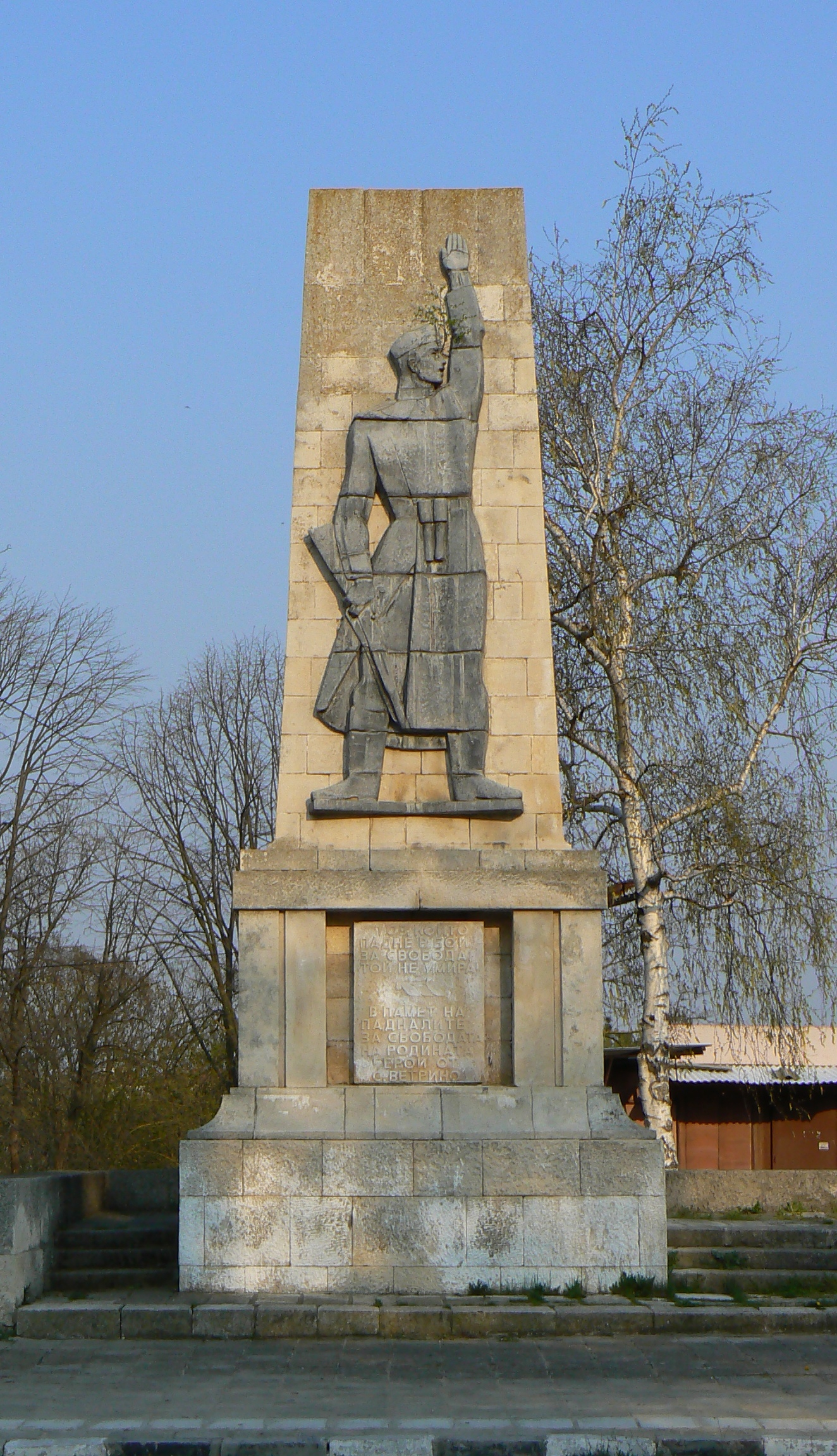

韋特里諾，是保加利亞東北部瓦爾納州韋特里諾市鎮的村庄及行政中心，距離瓦爾納約45公里，海拔高度205米，2009年人口1,036。